# シトロエン・DS5
シトロエン・DS5（ディーエスファイブ）は、かつてフランスの自動車メーカーであるシトロエンが製造し販売、後期からはDSオートモビルズにより製造・販売されていたDセグメントの5ドアクロスオーバーSUV型乗用車である。

## 概要
2005年のフランクフルトモーターショーに展示されたコンセプトカー「C-スポーツラウンジ」を祖としている。2011年4月の上海モーターショーにて初めて公開され、同年11月よりフランス・ソショーにて生産開始。
車名の「DS」は1955年に発売された同社の大型高級乗用車「シトロエン・DS」を由来とし、シトロエンが2009年より展開している「DSライン」のフラッグシップとして開発された。車台はC4と共通。
外観は5ドアハッチバックとステーションワゴンの中間のようなクロスオーバーSUVであり、シトロエンでは「シューティングブレーク」のイメージを備えると説明する。ルーフには3分割されたサンルーフを備え、航空機のコクピットをイメージしたルーフスイッチが運転席上部に設置されている。
日本国内では2012年8月1日に発売された。グレードは「DS5シック」のみの展開となる。パワートレインは1.6L直4ターボにトルクコンバーター付き6段ATを組み合わせ、燃費は11.3km/L（フランスの試験機関・UTACによるJC08モード測定値）。
2013年9月27日、シトロエンがDS5の生産を中国で開始したと発表。
2015年3月3日、ジュネーブモーターショーにて改良モデルを発表。DSブランドとして、シトロエンとは独立した別ブースを構えた。
2016年4月5日、DSブランドが独立したことに伴い、日本向けに大幅改良モデルを発表。フロントグリル中央にDSロゴを配置し、「DS LEDビジョン」と呼ばれるヘッドライトを備える。改良された1.6 L直列4気筒ツインスクロールターボエンジンと「EAT6」と呼ばれる6段ATを組み合わせ、燃費性能は15.0km/L（JC08モード）を達成した。グレードは「シック」と「シック レザーパッケージ」の2種類となる。
2017年1月10日、日本向けに「BlueHDi」と呼ばれる2.0Lクリーンディーゼル搭載車を販売開始。最高出力180ps、最大トルク400Nmを発揮し、燃費性能は17.3km/L（JC08モード）を達成した。
2018年、DS4（初代）とともに生産終了。

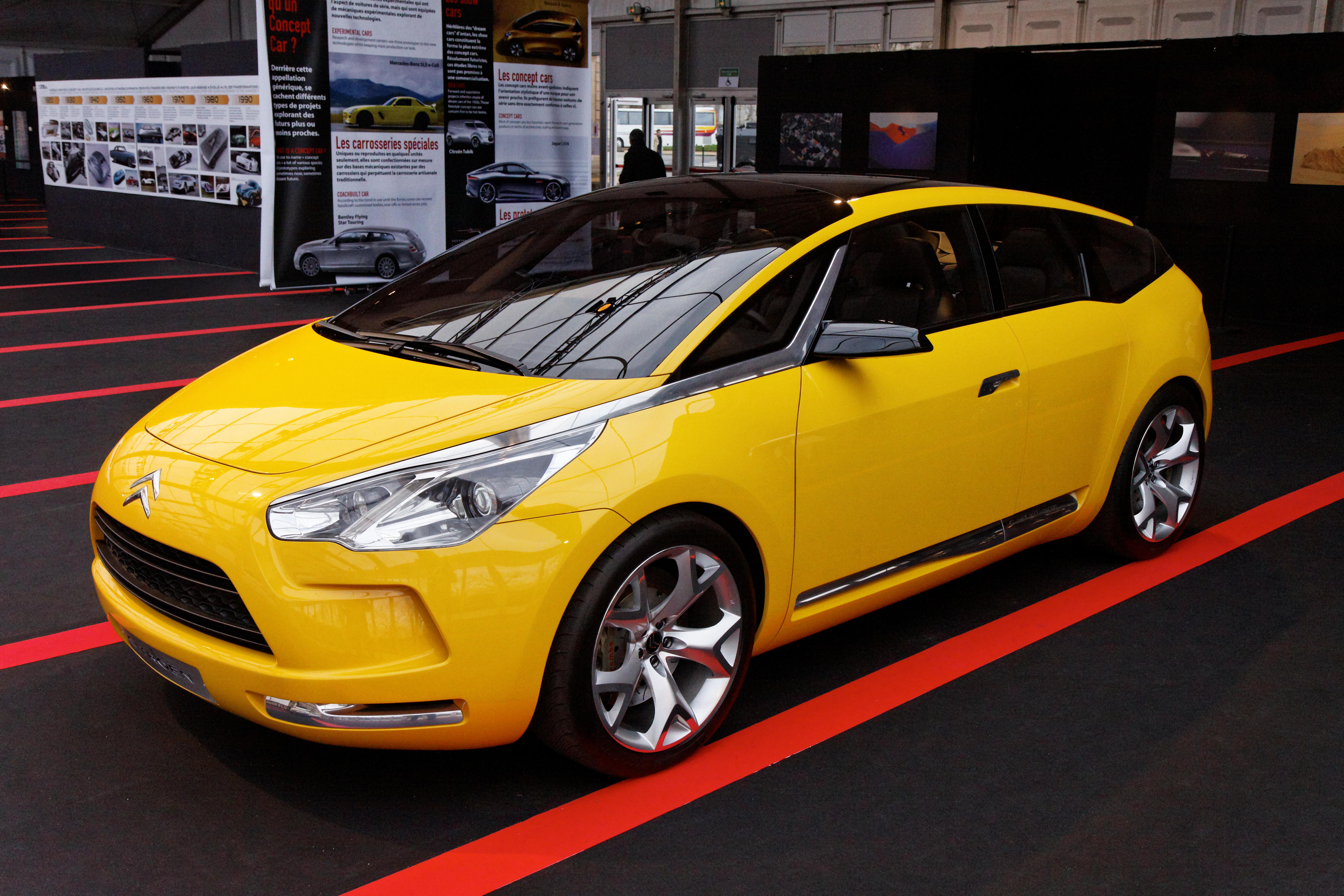
C-スポーツラウンジ
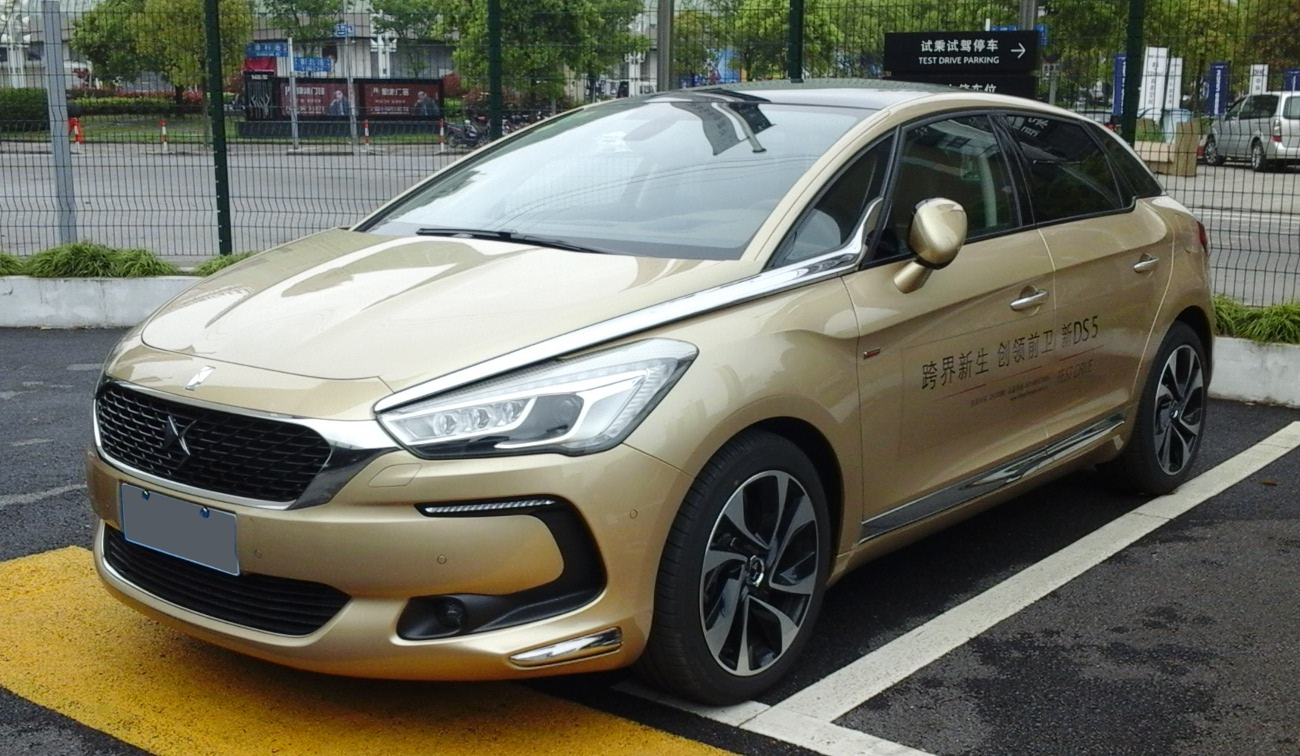
DS5（後期型）

## メカニズム
エンジンは、ガソリン直列4気筒1.6L/ターボ、ディーゼルターボ、ハイブリッドディーゼルの3種類。このうち日本には前期型にはガソリンエンジンのみが用意されたが、後期型ではこれに加え尿素SCRを採用した2.0L BlueHDiディーゼルエンジンがラインナップに加わっている。

## その他

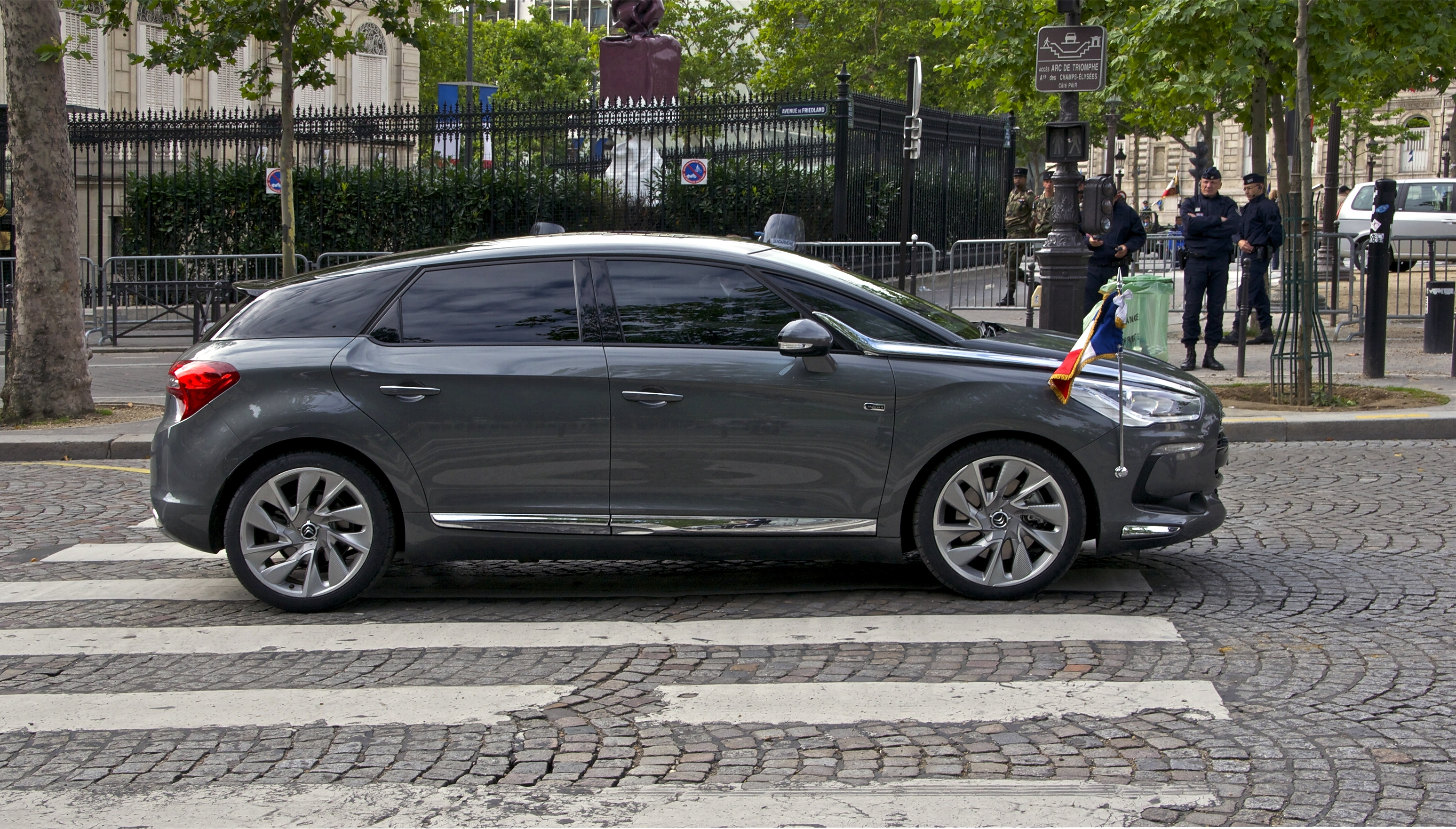
オランド大統領を乗せてパリを走るDS5

伝統的にフランス大統領の権限移譲式（大統領就任式）に使われる車両を提供しているシトロエンでは、2012年のフランソワ・オランド大統領の就任式パレードにDS5（ディーゼルハイブリッド仕様）を使用している。
持病として、ヘッドライトの上部の内側が白化することが多いがリコールになっていない。またリヤサイドウィンドーがポリカでコーティングが剥げたり、細かいヒビが入る。エンジンは白煙が出やすい。